# 2015年歐洲運動會盧森堡代表團
盧森堡預計將參加2015年6月12日至28日在亞塞拜然巴庫舉行的2015年歐洲運動會。

## 體操

### 競技體操
- 女子 – 1個參賽配額